# Mycosphaerella najas
Mycosphaerella najas är en svampart som tillhör divisionen sporsäcksvampar, och som först beskrevs av Pier Andrea Saccardo, och fick sitt nu gällande namn av B.A. Tomilin. Mycosphaerella najas ingår i släktet Mycosphaerella, och familjen Mycosphaerellaceae. Arten är reproducerande i Sverige.